# Língua barbareña
Barbareño é uma das línguas Chumashes, grupo de idiomas nativos dos Estados Unidos, que foi falado na área de Santa Bárbara (Califórnia). O estreitamente relacionado "Ineseño" pode ter sido um dialeto da mesma língua. Barbareño foi extinto em 1965 com a morte de Mary Yee.

## Revitalização
A partir de 2013, o Conselho Barbareno Chumash está empenhado em esforços contínuos para reviver a língua. Dois dos seus membros são aprendizes de línguas e professores.
Wishtoyo Chumash Village, in Malibu, California, announced the opening of its Šmuwič Language School in 2010.
A comunidade de Ineseño chama agora a sua língua "Samala". Em 2008, Richard Applegate compilou uma gramática e um dicionário de Ineseño baseados no trabalho de Harrington no início de 1900, com um dos últimos falantes fluentes, Maria Solares.. Applegate e Nakia Zavalla, diretor cultural da Tribo Santa Ynez de Chumash e descendente de Solares, iniciaram um esforço para revitalizar a língua. Applegate começou a ensinar Ineseño em 2003, e Zavalla iniciou um programa de aprendizado de idioma baseado em imersão. A partir de 2008, Applegate teve cinco alunos, embora nenhum tenha atingido a fluência.

## Fonologia

### Consoantes
|             |             | Bilabial | Alveolar | Postalveolar/ Palatal | Velar | Uvular | Glotal |
| ----------- | ----------- | -------- | -------- | --------------------- | ----- | ------ | ------ |
| Nasal       | plana       | m        | n        |                       |       |        |        |
| Nasal       | Glotalizada | ˀm       | ˀn       |                       |       |        |        |
| Plosiva     | plana       | p        | t        |                       | k     | q      | ʔ      |
| Plosiva     | ejetiva     | pʼ       | tʼ       |                       | kʼ    | qʼ     | ʔ      |
| Plosiva     | Aspirada    | pʰ       | tʰ       |                       | kʰ    | qʰ     | ʔ      |
| Africada    | plana       |          | t͡s       | t͡ʃ                    |       |        |        |
| Africada    | ejetiva     |          | t͡sʼ      | t͡ʃʼ                   |       |        |        |
| Africada    | aspirada    |          | t͡sʰ      | t͡ʃʰ                   |       |        |        |
| Fricativa   | plana       |          | s        | ʃ                     | x     |        | h      |
| Fricativa   | ejetiva     |          | sʼ       | ʃʼ                    | xʼ    |        |        |
| Fricativa   | aspirada    |          | sʰ       | ʃʰ                    |       |        |        |
| Aproximante | plana       |          | l        | j                     | w     |        |        |
| Aproximante | glotalizada |          | ˀl       | ˀj                    | ˀw    |        |        |

### Vogais
|         | Anterior | Central | Posterior |
| ------- | -------- | ------- | --------- |
| Fechada | i        | ɨ       | u         |
| Aberta  | e        | a       | o         |

## Amostra de texto
ʔimʼekikʼinʼu hilʼalaqwaywaš hiswaškum hikaskuy hišhow hikasapiʔaqmil. Hikasheqenus hihusitʼiminwaš kʼeshuʔuškʼal. Xaymi ʔimaliwaš kaʔaluxwalʼɨhyʼɨwaš hiliyʼa hilʼinʔinʼyuʔ kʼeʔalšipišwaš. ʔalčʼamʼinwaš hisʔalel hilʔispanyol kʼe čtaniw hillatin.

Português

Apesar do Lewlew estar lá, Jaime foi capaz de alcançar e tomar o pespibata e tomar um rápido gole dele. E isso tirou seu medo e o fez forte. Jaime foi o mais corajoso de todos os índios e ele estudou. Ele sabia ler espanhol e um pouco de latim.